# フス (小惑星)
フス（1840 Hus) は小惑星帯に位置する小惑星である。1971年10月26日、チェコの天文学者ルボシュ・コホーテクがベルゲドルフのハンブルク天文台で発見した。
ボヘミア出身の宗教思想家、宗教改革者ヤン・フスに因んで命名された。